# 莫約島

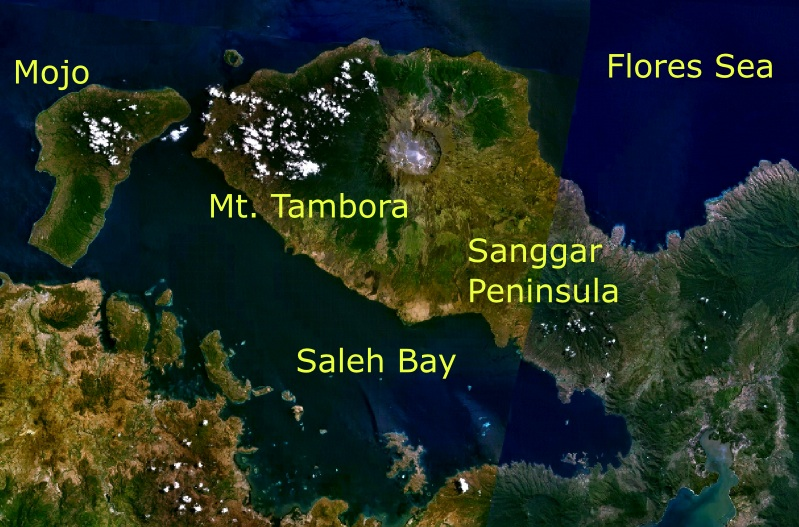
莫約島位置

莫約島是印度尼西亞西努沙登加拉省的島嶼，屬於小巽他群島的一部分，島嶼位於松巴哇島北面，面積349平方公里，大部分地區是自然保護區，島上最高點海拔671米，海岸線長度88公里。
8°15′S 117°34′E / 8.250°S 117.567°E